# Victorya Brandart
Victorya Brandart (* 4. Juni 1990 in Rumänien) ist eine rumänisch-US-amerikanische Schauspielerin, Stuntfrau, Filmproduzentin und Model.

## Leben
Brandart wurde am 4. Juni 1990 in Rumänien geboren und zog mit ihrer Familie 1998 in die USA. Sie hat einen jüngeren Bruder. Bereits in ihrer rumänischen Heimat Lugoj sammelte sie erste Erfahrungen mit dem Schauspiel. In Kalifornien erhielt sie dazu erste Modelaufträge. Es folgten Shootings für Maxim, FHM oder das MMA Sports Magazine.
Ihr Fernsehschauspieldebüt gab Brandart 2010 in einer Episode der Fernsehdokuserie 1000 Wege, ins Gras zu beißen. Es folgten Besetzungen in Fernseh-, Spiel- und Kurzfilmen sowie die Rolle der Krankenschwester Kelly in fünf Episoden der Fernsehserie The Bay zwischen 2018 und 2019. 2021 stellte sie im Film Hustle Down – Cold Hard Cash die Rolle der Emma dar. Im selben Jahr verkörperte sie im Film Burgers die größere Rolle der Jenna. 2022 spielte sie die weibliche Hauptrolle der Marie Sullivan im Thriller The Institute, der am 22. März 2022 im US-amerikanischen Videoverleih erschien. Für den Film fungierte sie außerdem als Produzentin. Im selben Jahr war sie außerdem im Tierhorrorfilm Birdemic 3: Sea Eagle in der größere Rolle der Katie zu sehen. 2024 folgten Rollen in Cash Out, New Year’s Absolution und dem Kurzfilm The Big Time.
Sie ist außerdem als Stuntfrau und Produzentin tätig. Ab 2019 produzierte sie eine Reihe von Kurzfilmen, ehe sie 2022 in The Institute ihr Spielfilmdebüt als Produzentin gab.

## Filmografie (Auswahl)

### Schauspiel
- 2010: 1000 Wege, ins Gras zu beißen (1000 Ways to Die, Fernsehdokuserie, Episode 3x04)
- 2017: New Elé (Fernsehserie)
- 2017: Badass Bloggers (Kurzfilm)
- 2017: The Book of Life
- 2017: Web Cam Girls (Fernsehfilm)
- 2017: Dance (Kurzfilm)
- 2018: Pennies for Your Thoughts (Fernsehserie)
- 2018–2019: The Bay (Fernsehserie, 5 Episoden)
- 2019: Fem/Dom (Kurzfilm)
- 2019: I Am Not for Sale: The Fight to End Human Trafficking
- 2019: The Madness Within
- 2020: When Women Rule the World
- 2020: Oh Boy!
- 2020: How to Become a Hitman (Fernsehserie, Episode 1x06)
- 2021: The Voice (Kurzfilm, Sprechrolle)
- 2021: Hustle Down – Cold Hard Cash (Hustle Down)
- 2021: Burgers
- 2022: The Institute
- 2022: Birdemic 3: Sea Eagle
- 2024: Cash Out
- 2024: New Year’s Absolution
- 2024: The Big Time (Kurzfilm)

### Stunts
- 2017: Badass Bloggers (Kurzfilm)
- 2020: Oh Boy!
- 2021: Hustle Down – Cold Hard Cash (Hustle Down)

### Produktion
- 2019: The Ghost (Kurzfilm)
- 2019: Fem/Dom (Kurzfilm)
- 2019: How To Become A Hitman – The First Hit (Kurzfilm)
- 2020: Miracle (Kurzfilm)
- 2020: Redress (Kurzfilm)
- 2021: How to Become a Hitman (Fernsehserie, 2 Episoden)
- 2021: The Voice (Kurzfilm)
- 2022: The Institute
- 2022: The Stalker (Kurzfilm)
- 2022: Storage (Kurzfilm)
- 2023: Doggy Bank (Fernsehserie)
- 2023: Help Is... on the Way? (Kurzfilm)